# 노엄 촘스키
에이브럼 노엄 촘스키(영어: Avram Noam Chomsky 에이브럼 놈 촘스키[*], 영어 발음: /ˌnoʊm ˈtʃɒmski/, 1928년 12월 7일~)는 미국의 언어학자, 철학자, 인지 과학자, 역사가, 사회비평가, 정치운동가, 아나키스트, 저술가이며, 좌파 학자이다. 현대 언어학의 아버지로 묘사되기도 한다. 매사추세츠 공과대학교의 명예교수이며, 애리조나 대학교의 교수이다.
촘스키는 변형생성문법 이론을 만들어낸 학자로 유명하여 20세기에 가장 중요한 공헌을 한 언어학자로 존경받고 있다. 그는 철학 분야에서 1950년대에 주류였던 B. F. 스키너의 언어행동을 연구 행동주의자들을 비판하여 인식의 혁명을 불러일으킨 인지과학의 선구자이기도 하다. 그의 자연주의적인 언어학의 접근은 정신과 언어의 철학에 많은 영향을 주었다. 또한 촘스키는 1956년에 형식언어를 생성하는 형식 문법의 부류들 사이의 위계인 촘스키 위계를 만들었다. 그는 예술 및 인문학 인용 색인(A&HCI)에 의하면 1980년부터 1992년 사이에 촘스키는 생존해 있는 학자들 중에서 가장 많이 인용되는 학자이고, 역대 인물 중 여덟 번째로 자주 인용되는 학자로 기록되어 있다.
1960년대 베트남 전쟁부터 촘스키는 미디어 비평과 정치적 행동으로 인해 널리 알려지게 된다.  그의 정치적 행동과 비평은 특히 미국의 제국주의 정책에 대한 비판과 인권옹호에 초점이 맞추어져 있다.

## 생애
노엄 촘스키는 1928년 12월 7일, 미국 펜실베이니아주, 필라델피아 부근의 이스트 오크 레인에서 태어났다. 아버지는 1913년에 미국으로 이민을 온 우크라이나 출신의 윌리엄 촘스키(1896년 ~ 1977년)로 히브리어 언어학자였다. 중세 히브리어 문법 전문가였던 윌리엄 촘스키는 여러권의 책을 저술하기도 했다. 아버지 윌리엄 촘스키가 사망하자 뉴욕 타임스는 "세계에서 가장 뛰어난 히브리 문법학자 중 한 명"이었다고 평가하며 그의 죽음을 알렸다. 아버지는 촘스키가 언어학자가 되는 데 큰 영향을 끼쳤다.
어머니는 그라츠 대학(Gratz College)의 교수였던 엘시 시모노프스키(Elsie Simonofsky)로, 벨라루스 태생이지만 1906년에 미국으로 이주하여 뉴욕에서 성장한 여성이였다. 촘스키는 1930년대 아일랜드계 천주교인과 독일계 천주교인들의 반유대주의와 갈등을 경험하며 성장했다고 한다.
필라델피아 중앙 고등학교(Central High School)를 졸업하고 1945년부터 펜실베이니아 대학교에서 철학과 언어학을 공부하였다. 이때 철학자인 C.웨스트 처치맨하고 넬슨 굿맨과 언어학자인 젤리그 해리스가 그의 스승이었다. 특히 해리스는 그에게 언어 구조의 수학적 분석을 통한 변형의 발견을 알려주었으며 이후 촘스키는 이를 문맥에서 분리된 문법의 형성에 대한 해석으로 발전시켰다. 해리스는 또한 그의 정치적 견해 형성에 큰 영향을 끼쳤다. 1951년 촘스키는 석박사 논문 《현대 히브리어의 형태소론(The Morphophonemics of Modern Hebrew)》에서 칼납의 1938년 변형규칙(vs. 형태규칙) 개념의 변형 형태로서 해리스와는 다른 문법적 변이 개념의 재해석된 개념으로서의 형태소 규칙을 언급하였다.
1949년 언어학자인 캐럴 샤츠와 결혼하였으며 슬하에 1남 2녀를 낳았다. 1955년에 펜실베이니아 대학에서 언어학으로 박사학위를 받았으며 하버드 주니어 펠로우 장학생으로 하버드 대학에서 4년간의 박사학위 과정 일부를 수행하였다. 박사학위 논문을 준비하는 과정에서 준비한 언어학에 대한 새로운 생각들을 정리하여 저서《변형생성문법의 이론Syntactic Structures》(1957)를 펴냈다.
1955년에 MIT에 합류했으며 1961년에 언어학과 현대 언어과의 전임교수로 임명되었다. 《통어이론의 제상 Aspects of the Theory of Syntax》(1965) 《영어의 음성체계Sound Pattern of English》(1968, 모리스 할레와 공저)등의 저작활동을 통해 생성문법 이론을 체계적으로 발전시켰다.이후 현재까지 50여년간 MIT에서 교수로 재직하고 있고 그동안 80여권의 저서와 1000여편의 논문을 발표했다.
1967년 2월 "지성인의 의무"(The Responsibility of Intellectuals)라는 에세이를 발표하여 베트남 전쟁에 반대하는 입장을 알렸다.
2008년 대한민국 국방부는 촘스키의 책인 《미국이 진정으로 원하는 것은》, 《507년 정복은 계속된다》 두 권을 '불온서적'으로 지정하였다. 이에 대해 촘스키는 "자유를 두려워하고 사상과 표현을 통제하려는 이들이 늘상 있게 마련이며 (대한민국의) 국방부가 그 대열에 합류한 것은 불행한 일이다. 아마도 국방부를 `자유민주주의에 반대하는 국방부'(Ministry of Defense against Freedom and Democracy)'로 개명해야할 것 같다." 라고 비판하며, 자신의 책들은 고르바초프 이전 소련에서도 금지된 바 있다고 밝혔다.
촘스키는 그의 미국 대외정책에 대한 비판 때문에 여러차례 살해협박과 위협을 받기도 하였다. 게다가 그는 유나버머(Unabomber)로 더 잘 알려진, 테오도르 카진스키에 의해 작성된 계획된 타겟 리스트에도 올랐다; 카진스키가 잡히지 않은 기간 동안, 촘스키는 그의 우편물 모두에 폭발물 검사를 했다. 그는 그가 종종 경찰보호를 받았다고 말하는데, 특히 MIT 캠퍼스에 있을 때였다. 그렇지만 그는 경찰보호에 동의하진 않았다.

## 언어학에 대한 기여
촘스키 언어학은 《변형생성문법의 론》에서 시작하여, 1955년 정리한 《언어학 이론의 논리적 구조(Logical Structure of Linguistic Theory)》에서 절정을 이루었다. 구조주의 언어학에 도전을 했으며, 변형생성문법의 이론을 소개하였다.
1960년대부터 촘스키는 통사적 지식은 적어도 부분적으로 타고난 것이라고 주장해 왔으며, 이는 아이들이 모국어의 특정 언어만을 배우면 된다는 것을 암시한다. 그는 인간의 언어 습득에 관한 관찰에 근거해, 「자극의 빈곤」에 대해 설명하고 있다. 즉, 아이들이 경험하는 언어적 자극과 그들이 획득하는 풍부한 언어 능력의 큰 차이다. 예를 들어, 아이들은 그들의 모국어 내에서 허용되는 통사적 변이체의 매우 작고 유한한 부분집합에 노출되어 있지만, 그들은 그 언어에서 한 번도 발음된 적이 없는 문장들을 포함하여 무한히 많은 문장들을 이해하고 생산하는 고도로 체계적이고 체계적인 능력을 어느 정도 습득한다. 이것을 설명하기 위해서, 촘스키는 일차 언어 데이터가 타고난 언어 능력으로 보충되어야 한다고 추론했다.
또한, 인간 아기와 아기 고양이는 귀납적 추론을 할 수 있지만, 정확히 같은 언어에 노출될 경우에 인간은 항상 언어를 이해하고 생산하는 능력을 얻게 되는 반면 고양이는 결코 어떤 능력도 얻지 못한다고 주장했다. 이런 능력의 차이가 발생하는 이유는 인간이 태생적으로 '언어 습득 장치(LAD, Language Acquisition Device)'를 가지고 있기 때문이라고 했다. 그래서 언어학자들은 이 장치가 무엇이고 가능한 인간 언어의 범위에 어떤 제약을 가하는지를 결정할 필요가 있다고 했다.
이러한 제약으로부터 생기는 보편적인 특징은 "보편문법"을 구성한다. 언어에 대한 유전적 기초의 진화적 실현 불가능성, 언어 간의 보편적 특징의 결여, 그리고 선천적/범용 구조와 특정 언어의 구조 사이의 입증되지 않은 연관성을 근거로 여러 학자들이 보편문법에 도전했다. 마이클 토마셀로는 행동관찰이 아닌 이론에 기초한 촘스키의 선천적 통사지식에 이의를 제기했다.
변형생성문법은 원어민의 언어 능력을 모델링, 인코딩 및 추론하는 데 사용되는 광범위한 이론이다. 이러한 모델 또는 "형식 문법"은 특정 언어의 추상적 구조를 다른 언어의 구조와 관련지어 보여준다. 촘스키는 1950년대 중반에 변형 문법을 개발했고, 그 결과 20년 동안 언어학에서 지배적인 통사 이론이 되었다. "변형"은 언어 내의 구문 관계를 말한다. 예를 들어, 두 문장 사이의 주어가 동일 인물임을 추론할 수 있다. 촘스키의 이론은 언어가 깊은 구조와 표면 구조 둘 다로 구성된다고 본다. 변형생성문법은 의미와 소리(각각 깊은 구조와 표면 구조) 사이의 관계를 지배하는 규칙을 표현하기 위해 수학적 표기법을 사용한다. 이 이론에 따르면, 언어 원리는 수학적으로 언어의 잠재적인 문장 구조를 만들어 낼 수 있다.

## 철학에 대한 기여
촘스키의 언어학에 대한 작품은 현대 철학에 대한 심오한 함축을 가지고 있었다. 촘스키에게 있어 언어학이란 인지심리학의 가지였으며, 언어학에 있어서의 진정한 통찰은 정신적인 진행과 인간 본성의 양상에 대한 부수적인 이해를 함축하고 있다.

## 논쟁
촘스키는 철학과 언어학, 정치학에서 그의 의견과 견해를 열정적으로 방어하고, 토론하는 인물로 알려져 왔다. 그가 토론과 논쟁을 벌인 유명학 석학, 인사들은 다음과 같다.
- 최재천(1954년~)(동물행동학자)
- 장 피아제 (철학자, 자연과학자, 발달심리학자)
- 미셀 푸코(사학자, 철학자)
- 윌리엄 버클리 주니어 (1925년-2008년) (지적 보수주의 운동)
- 크리스토퍼 히친스 (신은 위대하지 않다, 2008)
- 힐러리 퍼트넘 (Hilary Putnam, 1926년~) (미국 분석철학자)
- 윌라드 반 오만 콰인 (철학자, 논리학자)
- 앨런 더쇼비츠 (하버드 대학 교수, 변호사)(미래의 법률가에게, 2008)

## 정치적 견해
그의 전반적인 주장은 아나코 생디칼리즘으로 분류된다. 사회 철학적으로는 빌헬름 폰 훔볼트나 존 듀이로부터 영향을 받았고, 사상적으로는 스페인 내전 때 카탈루냐 지방과 바르셀로나에서 대두되었던 민주적 노동자 자치에 의한 무정부주의 혁명으로부터 강한 영향을 받아 권위주의적인 국가를 비판하였다.
미국에서 전면으로 부상한 네오콘 세력이 아프가니스탄과 이라크를 침공하자 미국 주도의 글로벌 자본주의를 비판하고 있다. 특히 2001년의 미국에 닥친 9·11 테러 이후 그 경향이 강하게 드러났고, 정치와 관계된 저작도 많이 출판하였다.
2006년 베네수엘라의 차베스 대통령이 유엔 총회에서 미국 부시 대통령을 ‘악마’라고 비판한 유명한 연설을 했을 때에 촘스키의 저서 《패권인가, 생존인가―미국의 세계 전략과 인류 미래》를 보이며, “미국 국민은 꼭 이 책을 읽어야 한다”라고 말을 하였다. 그 다음날의 그의 저서는 아마존닷컴 베스트셀러 1위에 올랐다.
세계적 신자유주의에 대해서도 분명한 반대의 목소리를 높였다. 그는 “독재, 전체주의, 제도의 폭력도 인간성을 파괴하나 대기업이 더 위험한 이유는 돈에는 국경이 없기 때문이다. 사기업은 시, 공간의 제약을 받지 않고 사적 이익을 추구할뿐 인권, 평등 같은 단어들이 끼어들 틈이 없다”고 했고 “신문, 언론도 사기업화되어 광고주인 사기업의 이익을 대변해 주고 사기업들은 광고로 언론의 이익을 보장함으로써 잘못된 이익의 먹이사슬을 형성했다”고 일침을 놓았다.

## 저서

### 정치
- 《지식인의 책무》(2005, ISBN 978-89-89370-39-0) - 《The Responsibility of Intellectuals》(1967)
- 《American Power and the New Mandarins》(1969)
- 《세계를 해석하는 것에 대하여 / 세계를 변화시키는 것에 대하여》 (2003, ISBN 978-89-90687-14-2),《촘스키, 러셀을 말하다》 - 《Problems of Knowledge and Freedom: The Russell Lectures》(1972)
- 《숙명의 트라이앵글》(2001) 《The Fateful Triangle: The United States, Israel, and the Palestinians》(1983, 1999)
- 《해적과 제왕》(2004, ISBN 978-89-89370-33-8) - 《Pirates and Emperors: International Terrorism and the Real World》(1986)
- 《The Soviet Union Versus Socialism》(1986)
- 《여론조작》(2006, ISBN 978-89-90048-67-7) - 《Manufacturing Consent: The Political Economy of the Mass Media》(1988)[13]
- 《테러리즘의 문화》《The Culture of Terrorism》(1988)
- 《환상을 만드는 언론》(2004) 《Necessary Illusions》(1989)
- 《507년, 정복은 계속된다》(2000) 《Year 501: The Conquest Continues》(1993)
- 《촘스키 세상의 권력을 말하다》(2004) 《The Prosperous Few and the Restless Many》(1993, 2003)
- 《Deterring Democracy》(1992)
- 《미국이 진정으로 원하는 것》(1996) 《What Uncle Sam Really Wants》(1992)
- 《노암 촘스키의 미디어컨트롤》(2003) 《Media Control: The Spectacular Achievements of Propaganda》(1997, 2002).
- 《냉전과 대학》(2001)《The Cold War and the University》(1997)
- 《그들에게 국민은 없다》(1999) 《Profit over People: Neoliberalism and Global Order》(1999)
- 《불량국가》(2001) 《Rogue States: The Rule of Force in World Affairs》(2000)
- 《실패한 교육과 거짓말》(2001) 《Chomsky on Mis-Education》(2000)
- 《촘스키 9-11》(2001) 《9-11》(2001)
- 《촘스키 사상의 향연》 《Chomsky on Democracy and Education》(2002)
- 《패권인가 생존인가》(2004) 《Hegemony or Survival: America's Quest for Global Dominance》(2003)
- 《Objectivity and Liberal Scholarship》(2003)
- 《권력과 테러》《Power and Terror: Post-9/11 Talks and Interviews》(2003)
- 《중동의 평화에 중동은 없다》《Middle East Illusions: Including Peace in the Middle East? Reflections on Justice and Nationhood》(2003)
- 《촘스키, 미래의 정부를 말하다》(2006) 《Government in the Future》(2005)
- 《촘스키의 아나키즘》(2007) 《Chomsky on Anarchism》(2005)
- 《촘스키, 우리의 미래를 말하다》(2006) 《Imperial Ambitions: Conversations on the Post-9/11 World》(2005)
- 《촘스키 실패한 국가 미국을 말하다》(2006) 《Failed States: The Abuse of Power and the Assault on Democracy》(2006)
- 《촘스키, 세상의 물음에 답하다》(2005)
- 《촘스키와 아슈카르 중동을 이야기하다》(2009) 《Perilous Power. The Middle East and US Foreign Policy. Dialogues on Terror, Democracy, War, and Justice》(2006)
- 《촘스키, 우리가 모르는 미국 그리고 세계》(2008) 《Interventions》(2007)
- 《촘스키 변화의 길목에서 미국을 말하다》 《What We Say Goes: Conversations on US Power in a Changing World》(2007)
- 《미국의 이라크 전쟁》 《Iraq under siege》
- 《프리바토피아를 넘어서》 《Penser le XXI siècle par le monde diplomatique 2000 par le monde diplomatique》
- 《전쟁과 평화》
- 《노엄 촘스키와의 대담(한국과 국제정세)》
- 《촘스키 누가 무엇으로 세상을 지배하는가》 - 《Deux heures de lucidité : entretiens avec Noam Chomsky》
- 《야만의 주식회사 G8을 말하다》 《Arguments against G8》
- 《시대의 양심20인 세상의 진실을 말하다》 《Louder than bombs : the progressive interview》

### 언어학
- 《생성문법론》《Syntactic Structures》(1957)
- 《Current issues in linguistic theory》(1964)
- 《Aspects of the Theory of Syntax》(1965)
- 《Cartesian Linguistics: A Chapter in the History of Rationalist Thought》(1966)
- 《영어의 음성체계》(1993, ISBN 978-89-348-0359-1) - 《The Sound Pattern of English》(1968)(모리스 할레와 공저)
- 《Conditions on Transformations》(1973)
- 《The Logical Structure of Linguistic Theory》(1975)
- 《지배.결속이론:피사강좌》《Lectures on Government and Binding: The Pisa Lectures》(1981)
- 《언어지식》(2000) 《Knowledge of language: its nature, origin, and use》(1986)
- 《장벽이후의 생성문법》(1993)
- 《언어와 지식의 문제》(1994)
- 《최소주의 언어이론》(2001) 《The Minimalist Program》(1995)
- 《New Horizons in the Study of Language and Mind》(2000)
- 《촘스키 자연과 언어에 관하여》 On Nature and Language(2001)

## 기타
그의 어록 중에 사람들의 입에 자주 오르내리는 유명한 말이 있다. '부패한 정부는 모든 것을 민영화한다.'인데 원문은 이와 조금 차이가 있다.《촘스키 누가 무엇으로 세상을 지배하는가》에 실린 글은 다음과 같다.
 영어: This shameless corrupt government wants to privatize anything and everything including our highways, education, health care system, water supply and probably the air we breathe.
한국어: 이 뻔뻔하고 부패한 정부는 우리의 고속도로, 교육, 보건 의료 시스템, 급수 시설 그리고 어쩌면 우리가 호흡하는 공기를 포함하여 어떤 것이든지 그리고 모든 것을 민영화하길 원한다.

## 같이 보기
- 버러스 프레더릭 스키너
- 장 피아제